# Агафонов, Виталий Наумович
Виталий Наумович Агафонов (9 апреля 1922, д. Шельманы Кировской области — 2004, Москва) — офицер-подводник, капитан 1-го ранга, командир 69-й бригады подводных лодок, сыгравший одну из ключевых ролей во время Карибского кризиса.

## Биография

### Начало воинской карьеры
В. Н. Агафонов родился в 9 апреля 1922 году в деревне Шельманы Кировской области, затем семья переехала в село Белая. Окончил Бельскую школу в 1937 году и поступил в Омутнинский педтехникум, а с 1939 года связал свою жизнь с Военно-Морским флотом.
В июле 1943 года окончил Тихоокеанское высшее военно-морское училище, откуда был распределён на должность командира штурманской боевой части подводной лодки (ПЛ) М-3, а с декабря 1944 ПЛ М-14 Тихоокеанского флота. Участвовал в войне с Японией.
После войны окончил Курсы офицерского состава Учебного отряда подводного плавания и был назначен командиром строящейся подводной лодки М-241 8-го ВМФ (Балтийский флот).
В феврале 1951 года переведён на Чёрное море помощником командира Краснознаменной подводной лодки Щ-201 «Сазан».
В 1952 году после окончания Краснознаменного Учебного отряда подводного плавания им. С. М. Кирова назначен старшим помощником командира подводной лодки Б-66 Ленинградской военно-морской базы, а через две недели возглавил строящуюся ПЛ М-291.
До 1957 года служил на Балтике, откуда ушёл с должности командира ПЛ С-280 на учёбу слушателем Военно-морской академии им. К. Е. Ворошилова.
В августе 1960 года после окончания академии был назначен на Северный флот начальником штаба 69-й бригады 33-й дивизии подводных лодок.
С марта 1962 возглавил 211-ю бригаду 4-й эскадры подводных лодок.

### Участие в Карибском кризисе
В сентябре 1962 4-я эскадра начала готовиться к участию в операции «Кама», в соответствии с которой на Кубу должны были передислоцироваться четыре дизельные торпедные подводные лодки Б-4, Б-36, Б-59 и Б-130, оснащенные торпедами с ядерными боеприпасами. Возглавить боевой поход должен был командир 69-й бригады контр-адмирал И. А. Евсеев, но в последний момент он попадает в госпиталь. И на роль флагмана назначается В. Н. Агафонов. Именно он возглавил 69-ю бригаду 20-й оперативной эскадры. Была поставлена задача скрытно перебазироваться в кубинский порт Мариэль. При подходе к Кубе в связи с изменением политической обстановки задание было изменено, и лодки начали скрытное патрулирование в Карибском море в окружении большого количества противолодочных кораблей США. Командир бригады Агафонов находился на подводной лодке Б-4 (командир ПЛ — капитан 1-го ранга Р. А. Кетов). Б-4 стала единственной из четырёх советских субмарин, которую корабли США не смогли заставить всплыть.

«Слава Богу, что у капитана 1-го ранга Агафонова и его командиров хватило выдержки и государственного ума, чтобы не стрелять по американским кораблям, не ввергнуть мир в ядерный апокалипсис. Это хорошо понимал и Главнокомандующий ВМФ С. Г. Горшков… Только с годами стало ясно — что совершили подводники 69-й бригады, какое величие духа, какую нечеловеческую выдержку, какую морскую выучку и преданность воинскому долгу явили они за тридевять морей от Родины».
— Из книги офицера-подводника Н. А. Черкашина  «Возмутители глубин»
В январе 1963 года командиров подводных лодок и отличившийся личный состав представили к наградам. В. Н. Агафонов был представлен к званию контр-адмирала, но после негативной оценки операции первым заместителем министра обороны А. А. Гречко представление на звание и наградные листы были отменены.

### Продолжение службы в ВМФ
После Атлантического похода Агафонов продолжал служить на 4-й эскадре до февраля 1964 года. Затем был переведен на должность старшего офицера в Главный штаб ВМФ.
С июля 1967 года заместитель начальника Центра — начальник 1-го Управления 19-го Центра Министерства обороны СССР. Закончил службу старшим офицером Генерального штаба ВС СССР. Вышел в отставку в 1979 году.

### Последние годы жизни
После увольнения в запас жил на дальней окраине Москвы, за Выхино, на улице Старый Гай. Умер он в 2004 году.

## Награды
- Орден Отечественной войны II степени[8]
- Орден Красной Звезды
- Орден «За службу Родине в Вооружённых Силах СССР»
- Медали СССР и РФ
- Почетная грамота Совета Федерации Федерального Собрания РФ «За большой вклад в укрепление обороноспособности и безопасности государства, личное мужество и героизм, проявленные в ходе военно-политического конфликта между СССР и США»[9]

## Семья
- Отец — Агафонов Наум Дмитриевич (род. 1894), инвалид III группы.
- Мать — Прасковья Семёновна (род. 1890).
- Сестра — Елизавета Наумовна.
- Жена — Любовь Гордеевна, гидрометеоролог.
- Сыновья — Сергей и Алексей, офицеры-подводники.

## Фильмография
- Русская глубина. Документальный фильм, 2001.